# René Vertus
René Vertus, né en 1936 et mort le 29 avril 2024, est un footballeur haïtien, évoluant au poste de gardien de but, devenu entraîneur par la suite.

## Biographie
René Vertus fait partie de l'équipe haïtienne championne de la Coupe CCCF 1957, en tant que gardien remplaçant du titulaire Michel Blain. Il participe comme gardien n° 1, quatre ans plus tard, à l'occasion de la Coupe CCCF 1961 au Costa Rica.
Il assiste le sélectionneur haïtien Antoine Tassy à la Coupe du monde 1974, avant de devenir lui-même sélectionneur en 1978. Il remporte la Coupe caribéenne des nations 1979 au Suriname.

## Palmarès

### Palmarès de joueur
- Coupe CCCF
  - Vainqueur en 1957.

### Palmarès d'entraîneur
- Coupe caribéenne des nations
  - Vainqueur en 1979.